# Ajdar (Ukraina)
Ajdar (ukr. Айдар) – osiedle typu miejskiego, siedziba władz rejonu nowopskowskiego w obwodzie ługańskim Ukrainy.

## Historia
W 1932 roku zaczęto wydawać gazetę.
Osiedle typu miejskiego od 1957 roku.
W 1959 liczyło 4185 mieszkańców.
W 1989 liczyło 9002 mieszkańców.
W 2013 liczyło 9882 mieszkańców.